# برايان بالارد
برايان بالارد (بالإنجليزية: Brian Ballard)‏ هو لاعب رماية أمريكي، ولد في 18 نوفمبر 1960.

## وصلات خارجية
- برايان بالارد على موقع أوليمبيديا (الإنجليزية)